# Gary Bailey (motociclista)
Gary Bailey   (South Gate, 6 d'octubre de 1943) és un antic pilot professional i instructor de motocròs nord-americà. Va ser un dels pioners als Estats Units d'aquest esport quan tot just s'hi estava introduint, a mitjan dècada del 1960, i va participar en les primeres edicions de la Inter-AM, la Trans-AMA i els campionats AMA de motocròs. Més tard, va crear la primera escola de motocròs del país (considerada la millor), des d'on formà nombrosos futurs campions. Amb vora quaranta anys d'experiència com a instructor, se'l coneix com a The Professor. Bailey també va ser un dels primers dissenyadors de circuits de supercross i va ser el primer responsable, entre d'altres, del Supercross del Daytona International Speedway. El seu fillastre, David Bailey, va ser també un conegut pilot de motocròs i en va guanyar quatre campionats AMA durant la dècada del 1980.
El 1999, Gary Bailey fou incorporat a l'AMA Motorcycle Hall of Fame.

## Carrera esportiva
Nascut a South Gate, al comtat de Los Angeles, Bailey era net de l'amo d'un concessionari de motocicletes. A tretze anys va tenir la seva primera moto, una Triumph Cub 200cc de 1955, i ben aviat va començar a competir, inicialment en scrambles i curses de desert. A començaments de la dècada del 1960 va començar a guanyar nombrosos scrambles i, uns anys més tard, va competir també en curses de flat track i TT. Fou aleshores quan es començà a popularitzar el motocròs als Estats Units i Bailey hi va debutar amb una petita Hodaka de 90 cc. La seva estampa, amb el seu 1,96 d'alçada sobre aquella petita moto, li va valdre el sobrenom de "Spiderman".
Bailey va començar a competir contra els millors pilots europeus quan aquests participaven a la Inter-AM. El 1968 va obtenir suport d'un distribuïdor de Greeves, marca amb la qual va córrer fins al tombant de dècada. El novembre de 1970 va guanyar una cursa complementària de la primera Trans-AMA a Lewisville (Texas). Durant aquella època va rebre invitacions per a córrer a Europa en curses internacionals.
A finals de 1969, alguns pilots europeus desplaçats als Estats Units amb motiu de la Inter-AM van decidir impartir un curset l'endemà de la cursa de La Rue (Ohio), però finalment se'n van desdir i el promotor li va demanar a Bailey d'encarregar-se'n. L'experiència va ser un èxit i, un cop tornat a Califòrnia, Gary Bailey va decidir dedicar-se a organitzar escoles de motocròs, un concepte aleshores inexistent. Aviat, va començar a recórrer els Estats Units amb una furgoneta per a impartir classes de motocròs arreu del país.
El 1971, Bailey va acceptar una sucosa oferta de Bultaco. Amb la Pursang va obtenir una victòria en una cursa de la Inter-AMA aquell any mateix a Orlando (Florida), i dues victòries en nationals el 1972 al primer campionat AMA de motocròs de 250cc de la història, concretament, a Washington (Indiana) i a Talladega (Alabama). Bailey va ser un dels primers pilots de supercross i va acabar quart al primer campionat AMA d'aquesta modalitat, el 1974. A finals d'aquell any, passada ja la trentena, va decidir retirar-se de les competicions per tal de poder-se centrar en les seves escoles de formació.

## Carrera com a instructor i promotor
De 1970 a 1975, Gary Bailey va viure en una autocaravana mentre viatjava per tot el país impartint cursets a les seves escoles de motocròs. Alguns dels futurs campions que va formar al llarg dels anys, ja fos a les seves escoles o bé com a mentor i entrenador personal, van ser el seu fillastre David Bailey, Damon Bradshaw, Ron Tichenor, Sébastien Tortelli, Travis Pastrana, Ryan Hughes, Ricky Carmichael, Jeff Stanton, Greg Albertyn, Davi Millsaps, Justin Barcia, Zach Osborne i Cooper Webb. De 1970 a 1999, Bailey va ensenyar en més de 800 escoles a milers de principiants.
Al mateix temps que dirigia les seves escoles, Bailey ajudava a construir les primeres pistes de supercross en estadis. La del Daytona International Speedway, que li van encarregar, és considerada per molts corredors com la més esgotadora del campionat AMA. Bailey també va traçar les pistes d'Ascot Park, Houston i Dallas. En una ocasió va declarar que ell i el seu germà ja havien pensat a organitzar curses de motocròs dins del Los Angeles Memorial Coliseum el 1970, dos anys abans que Mike Goodwin hi organitzés la seva famosa Super Bowl of Motocross durant la Inter-AMA de 1972, però la inversió requerida era massa forta per a ells.
A finals de la dècada del 1980, Bailey va organitzar curses de motocròs a l'aire lliure puntuables per al campionat AMA (nationals), alhora que feia de mecànic per al seu fillastre David al començament de la seva carrera professional. Actualment, Gary Bailey resideix a Axton (Virgínia).

## Obra publicada
- Bailey, Gary; Shipman, Carl. How to win motocross (en anglès).  H.P. Books, 1974. ISBN 978-0912656168.
- Bailey, Gary. Pioneer to Professor. A Personal journey through American motocross (en anglès).  Autoeditat, 2010.